# Schareck
Schareck – szczyt w grupie Goldberggruppe, w Wysokich Taurach we Wschodnich Alpach. Leży na granicy dwóch austriackich krajów związkowych: Salzburga i Karyntii.
W pobliżu leżą między innymi Hocharn i Hohen Sonnblick oraz lodowiec Mölltaler.